# Andrzej Wardeński
Andrzej (Jędrzej) Wardeński (Wardęski) herbu Godziemba (zm. w 1769 roku) – stolnik latyczowski w latach 1738-1769, starosta wiśniowski w 1738 roku.
Poseł na sejm nadzwyczajny 1750 roku z województwa podolskiego.